# Synagoge (Hohensalza)

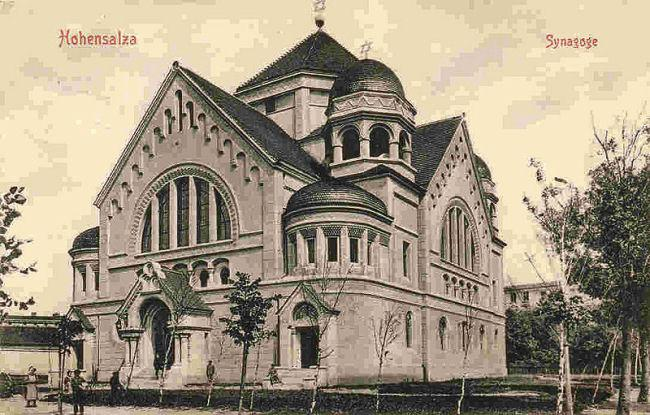
Ansichtskarte mit der Synagoge in Hohensalza

Die Synagoge in Hohensalza (polnisch Inowrocław), einer polnischen Stadt in der Woiwodschaft Kujawien-Pommern, wurde 1907/08 errichtet. Die Synagoge stand an der Stelle eines Vorgängerbaus, an der Ulica Solankowa.
Gegen Ende des Zweiten Weltkriegs wurde die Synagoge zerstört. Seit 2006 erinnert eine zweisprachige Gedenktafel an die ehemalige Synagoge.